# Municipio de Trent
El municipio de Trent (en inglés: Trent Township) es un municipio ubicado en el  condado de Lenoir en el estado estadounidense de Carolina del Norte. En el año 2010 tenía una población de 3.527 habitantes.

## Geografía
El municipio de Trent se encuentra ubicado en las coordenadas 35°8′22.59″N 77°42′23.91″O / 35.1396083, -77.7066417.